# Ibrahim Hakki Pacha
Ibrahim Hakki Pacha (en turc : İbrahim Hakkı Paşa) (1862-1918) est un homme d'État ottoman, qui est grand vizir de l'Empire ottoman entre 1910 et 1911. Il est ambassadeur ottoman en Allemagne et au royaume d'Italie. Hakki Pacha a également passé beaucoup de temps à Londres entre février 1913 et le déclenchement de la Première Guerre mondiale, travaillant sur des négociations concernant le chemin de fer Berlin-Bagdad et un règlement pour la seconde guerre des Balkans. Au cours de cette visite, Hakki Pacha a rencontré le roi George VI. Il a reçu l'ordre de l'Étoile de Karageorge.